# Alergia al ajonjolí
La alergia alimentaria a las semillas de ajonjolí, también llamado sésamo (Sesamum indicum), tiene una prevalencia estimada entre el 0,1 % y el 0,2 % de la población general y es mayor en Oriente Medio y otros países donde las semillas de ajonjolí se utilizan en la alimentación tradicional. Las notificaciones de alergia a las semillas de ajonjolí han aumentado en el siglo XXI, ya sea debido a un aumento real por la exposición a más alimentos con ajonjolí o debido a un aumento de la concienciación de este tipo de alergia. El aumento de las tasas de alergia al ajonjolí ha inducido a más países a regular las etiquetas de los alimentos para identificar los ingredientes de ajonjolí en los productos y el potencial de alergia. En los Estados Unidos, el ajonjolí se convirtió en el noveno alérgeno alimentario con etiquetado obligatorio, a partir del 1 de enero de 2023.
La reacción alérgica es una hipersensibilidad inmunitaria a las proteínas y a las proteínas lipofílas de las semillas de ajonjolí y de los alimentos elaborados con semillas de ajonjolí, incluido el aceite de ajonjolí de uso alimentario. Los síntomas pueden aparecer de forma rápida o gradual, a lo largo de minutos o días. La reacción alérgica rápida puede incluir anafilaxia, una afección potencialmente mortal que requiere tratamiento con epinefrina. Otras presentaciones más lentas pueden incluir dermatitis atópica o inflamación del esófago. Para los requisitos de etiquetado de alimentos establecidos en muchos países, se exige el etiquetado del ajonjolí además de los ocho alérgenos alimentarios más comunes, responsables del 90 % de las reacciones alérgicas a los alimentos: leche de vaca, huevos, trigo, marisco, cacahuetes, frutos secos, pescado y soja.
Además de las proteínas alergénicas hidrosolubles, las semillas de ajonjolí comparten con los cacahuetes y las avellanas una clase de proteínas alergénicas conocidas como oleosinas. Los extractos de ajonjolí preparados comercialmente carecen de estas proteínas lipofílicas, por lo que pueden ser la causa de resultados falsos negativos en las pruebas de punción cutánea, aunque las oleosinas pueden ser responsables de una serie de reacciones alérgicas, incluido el choque anafiláctico. A diferencia de las reacciones alérgicas de la primera infancia a la leche y los huevos, que suelen disminuir con la edad, la alergia al ajonjolí persiste en la infancia y la edad adulta; se calcula que entre el 20 % y el 30 % de las personas afectadas desarrollan tolerancia. Los factores que predicen con mayor exactitud la persistencia en la edad adulta son la anafilaxia, un nivel elevado de inmunoglobulina E (IgE) específica del ajonjolí y una respuesta fuerte a la prueba de punción cutánea. La alergia al ajonjolí puede presentar reacción cruzada con la alergia a los cacahuetes, las avellanas y las almendras.

## Signos y síntomas
Las alergias alimentarias en general suelen tener una aparición de síntomas en el intervalo de minutos a horas para una respuesta mediada por IgE, que puede incluir anafilaxia. Los síntomas pueden incluir erupción cutánea, urticaria, picor en la boca, los labios, la lengua, la garganta, los ojos, la piel u otras zonas, hinchazón de los labios, la lengua, los párpados o toda la cara, dificultad para tragar, secreción o congestión nasal, voz ronca, respiración sibilante, dificultad para respirar, diarrea, dolor abdominal, aturdimiento, desmayo, náuseas o vómitos. Las respuestas no mediadas por IgE se producen horas o días después de consumir el alimento alergénico y no son tan graves como los síntomas mediados por IgE. Los síntomas de las alergias varían de una persona a otra y de un incidente a otro.
Potencialmente mortal, el inicio anafiláctico de una reacción alérgica se caracteriza por dificultad respiratoria, indicada por sibilancias, dificultad para respirar y cianosis, y también alteraciones circulatorias que pueden incluir pulso débil, piel pálida y desmayos. Esto puede ocurrir cuando se liberan anticuerpos IgE y las zonas del cuerpo que no están en contacto directo con el alérgeno alimentario muestran síntomas graves. Si no se trata, la respuesta general puede provocar vasodilatación, que puede ser una situación de tensión arterial baja denominada shock anafiláctico. Todos estos síntomas se han descrito como posibles consecuencias de la alergia al ajonjolí.

## Causas

### Ingesta de ajonjolí
La alergia al ajonjolí suele producirse al ingerir alimentos que contienen semillas de ajonjolí, harina de ajonjolí o aceite de semillas de ajonjolí. El sistema inmunitario reacciona de forma exagerada a las proteínas que se encuentran en los alimentos que contienen ajonjolí, iniciando la reacción alérgica. Una vez que se ha producido la reacción alérgica, sigue siendo una sensibilidad de por vida para el 70 %-80 % de las personas.

### Contacto cruzado
La exposición por contacto cruzado, también denominada contaminación cruzada, se produce cuando los alimentos se procesan en fábricas o mercados de alimentos, o se preparan para cocinar en restaurantes y cocinas domésticas. Las proteínas alergénicas se transfieren inadvertidamente de un alimento a otro. Las panaderías pueden ser lugares de exposición por contacto cruzado porque las semillas de ajonjolí se utilizan como ingredientes en diversos productos horneados. Una evaluación de productos alimenticios comprados en tiendas de comestibles y panaderías de Oriente Medio en Montreal, Canadá, descubrió que el 16 % de los productos envasados con etiquetado de alérgenos de precaución pueden contener ajonjolí. Este hallazgo indica que los productos pueden tener un contenido medible de ajonjolí, causando una contaminación cruzada inadvertida.

### Exposición profesional
La exposición al polvo de ajonjolí inhalado por trabajadores de panaderías ha provocado alergia al ajonjolí en un entorno laboral.

### Reactividad cruzada con otros alimentos vegetales
Las proteínas de albúmina 2S de las semillas de ajonjolí comparten parcialmente la secuencia de aminoácidos y la estructura con las proteínas de albúmina 2S de otras plantas. Es probable que estas proteínas sean las responsables de las reacciones alérgicas cruzadas a los cacahuetes, las almendras y las avellanas. Se ha confirmado que las reacciones alérgicas a las oleosinas de los aceites de avellana y cacahuete tienen una reacción cruzada con el aceite de ajonjolí. El análisis de proteínas sugiere que la alergia a las semillas de chía puede tener una reacción cruzada con la alergia al ajonjolí.

## Mecanismos

### Respuesta alérgica
Las causas de las alergias alimentarias pueden deberse a tres mecanismos de la respuesta alérgica:
1. Mediada por IgE (clásica): el tipo más común, se manifiesta como cambios agudos que ocurren entre minutos y una o dos horas después de comer, y puede progresar a anafilaxia.
2. No mediada por IgE: se caracteriza por una respuesta inmunitaria en la que no interviene la inmunoglobulina E; puede producirse horas o días después de comer.
3. Mediada por IgE y no mediada por IgE: un híbrido de los dos tipos anteriores.

Las reacciones alérgicas son respuestas hiperactivas del sistema inmunitario a sustancias inocuas para la mayoría de la población, como las proteínas alimentarias. No está del todo claro por qué algunas proteínas desencadenan reacciones alérgicas y otras no. Una teoría sostiene que las proteínas que resisten la digestión en el estómago, por lo que llegan relativamente intactas al intestino delgado, tienen más probabilidades de ser alergénicas. Algunos estudios han demostrado que la digestión puede abolir, disminuir, no tener ningún efecto o incluso aumentar la alergenicidad de los alérgenos alimentarios. El calor de la cocción degrada estructuralmente las moléculas de las proteínas, haciéndolas potencialmente menos alergénicas.
En las primeras fases de una reacción alérgica aguda, los linfocitos previamente sensibilizados a una proteína o fracción proteica específica del ajonjolío reaccionan produciendo rápidamente un tipo particular de anticuerpo conocido como IgE secretada (sIgE). Este tipo de anticuerpo circula por la sangre y se une a receptores específicos de IgE en la superficie de otros tipos de células inmunitarias denominadas mastocitos y basófilos. Ambos están implicados en la respuesta inflamatoria aguda. Los mastocitos y basófilos activados sufren un proceso denominado desgranulación, durante el cual liberan histamina y otros mediadores químicos inflamatorios denominados (citocinas, interleucinas, leucotrienos y prostaglandinas) en el tejido circundante. Al liberarse, estos mediadores provocan varios efectos sistémicos, como vasodilatación, secreción mucosa, estimulación nerviosa y contracción del músculo liso, lo que provoca goteo nasal, picor, dificultad para respirar y, potencialmente, anafilaxia. Dependiendo de la persona, el alérgeno y el modo de introducción, los síntomas pueden ser sistémicos (anafilaxia clásica) o localizarse en determinados sistemas corporales; el asma se localiza en el sistema respiratorio, mientras que la urticaria y el eccema se localizan en la piel.

Reacción alérgica urticaria en el brazo.

Tras la desaparición de los mediadores químicos de la respuesta aguda, a menudo pueden producirse respuestas de fase tardía debido a la migración de otros glóbulos blancos como neutrófilos, linfocitos, eosinófilos y macrófagos a los lugares de la reacción inicial. Esto suele observarse entre 2 y 24 horas después de la reacción original. Las citocinas de los mastocitos también pueden desempeñar un papel en la persistencia de los efectos a largo plazo. Las respuestas de fase tardía observadas en el asma son ligeramente diferentes de las observadas en otras respuestas alérgicas, aunque siguen estando provocadas por la liberación de mediadores de los eosinófilos.

### Proteínas alergénicas
Se han caracterizado ocho alérgenos de las semillas de sésamo (Ses i 1 a Ses i 8). Ses i 1 y Ses i 2 son del tipo bioquímico albúminas 2S; comparten parcialmente la secuencia de aminoácidos y la estructura con las albúminas 2S de otras plantas, y son probablemente las proteínas responsables de las reacciones alérgicas de reacción cruzada a los cacahuetes y a ciertos frutos secos, concretamente las almendras y las avellanas. Ses i 3 es una globulina similar a la vicilina. Ses i 4 y Ses i 5 son oleosinas, asociadas a cuerpos oleosos, que parecen contribuir a la reactividad cruzada a los aceites de avellana y cacahuete. Ses i 6 y Ses i 7 son globulinas. Ses i 8 es una profilina.
Se han confirmado reacciones alérgicas a las oleosinas de los aceites de ajonjolí, avellana y cacahuete, que van desde la dermatitis de contacto hasta el shock anafiláctico. Las proteínas asociadas al cuerpo del aceite de ajonjolí son de ~17 y ~15 kDa, denominadas, respectivamente, Ses i 4 y Ses i 5. Los extractos de ajonjolí estandarizados utilizados para el diagnóstico de alergias no contienen oleosinas, por lo que los resultados de las pruebas de punción cutánea pueden dar un falso negativo, mientras que el uso de semillas recién molidas da un verdadero positivo. El aceite de cacahuete de calidad comercial está muy refinado, por lo que se eliminan las oleosinas, pero el aceite de ajonjolí de calidad comercial destinado al consumo alimentario suele ser un producto no refinado con un contenido proteínico medible.

## Diagnóstico
El diagnóstico suele basarse en la historia clínica, la dieta de eliminación, la prueba de punción cutánea, los análisis de sangre para anticuerpos IgE específicos de los alimentos o la prueba alimentaria oral. Las pruebas de punción cutánea a veces dan falsos negativos debido a la falta de proteínas oleosinas en los extractos de ajonjolí estandarizados. Por lo tanto, las semillas de ajonjolí recién molidas pueden ser preferibles para las pruebas de punción cutánea. La confirmación se realiza mediante pruebas alimentarias doble ciego controladas con placebo, que siguen siendo el test de referencia para el diagnóstico de la alergia al ajonjolí. La alergia al ajonjolí autodiagnosticada a menudo no se confirma mediante pruebas alimentarias.

## Prevención
Las revisiones de los alérgenos alimentarios en general afirman que la introducción de alimentos sólidos en la dieta de los bebés entre los 4 y los 6 meses de edad puede dar lugar a los riesgos más bajos de alergia posterior por eccema, rinitis alérgica y reacciones más graves, con la mejor evidencia para los cacahuetes y los huevos de gallina. En marzo de 2022, un ensayo clínico intentó determinar si la introducción temprana del ajonjolí en la dieta de los bebés o el retraso hasta una edad más avanzada afectaría al riesgo de alergia posterior, pero había muy pocos sujetos con alergia posterior al ajonjolí confirmada en los grupos de prueba o de control para realizar un análisis estadístico.

### Alimentos que deben evitarse
Una gran variedad de alimentos pueden contener semillas de ajonjolí enteras, semillas molidas para obtener harina de ajonjolí y/o aceite de ajonjolí. El aceite de ajonjolí de calidad alimentaria suele contener proteínas suficientes para desencadenar reacciones alérgicas. Las recetas tradicionales de Medio Oriente y Asia, como el tahini, el baklava, el hummus, el baba ghanoush y el halva, además de las barritas de granola, suelen contener ajonjolí. Los productos horneados, como los bagels, pueden llevar semillas de ajonjolí enteras como cobertura. En Japón, los caramelos duros y las barritas suelen contener semillas enteras de ajonjolí. Se recomienda a las personas con alergia conocida al ajonjolí que lo comuniquen al personal de los restaurantes. Además, los cosméticos, los suplementos dietéticos y los medicamentos pueden contener aceite de ajonjolí, aunque en este último caso se suele utilizar aceite de ajonjolí purificado, cuyo contenido proteínico es poco probable que provoque reacciones alérgicas.

## Tratamiento

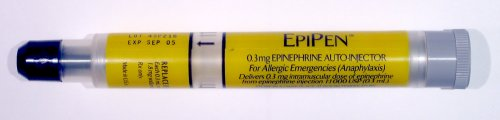
Los autoinyectores de epinefrina son dispositivos portátiles dispensadores de una sola dosis de epinefrina que se utilizan para tratar la anafilaxia.

El tratamiento de la ingestión de productos de ajonjolí por personas alérgicas varía en función de la gravedad de los síntomas. Para los síntomas menos graves, se puede prescribir un antihistamínico como la difenhidramina. A veces se prescribe prednisona para prevenir una posible reacción de hipersensibilidad de tipo I en fase tardía. Las reacciones alérgicas graves (anafilaxia) pueden requerir tratamiento con un autoinyector de epinefrina, que es un dispositivo de inyección diseñado para ser utilizado por un profesional no sanitario cuando se justifica un tratamiento de emergencia. A diferencia de la alergia al huevo, para la que se está investigando activamente la posibilidad de probar la inmunoterapia oral (IOT) para desensibilizar a las personas a los alérgenos del huevo, la inmunoterapia oral para la alergia al ajonjolí aún no ha alcanzado la calidad de evidencia suficiente para justificar su uso como tratamiento médico.

## Pronóstico
A diferencia de las alergias a la leche y al huevo, en las que más de la mitad desaparecen en la adolescencia, entre el 70 % y el 80 % de los casos de alergia al ajonjolí persisten en la edad adulta. Los factores que más predicen la persistencia en la edad adulta son la anafilaxia, un nivel elevado de IgE sérica específica del ajonjolí y una respuesta sólida a la prueba de punción cutánea. Los resultados de una encuesta realizada en un estudio indicaron que, en el caso de las personas con alergia al ajonjolí mediada por IgE confirmada, se calcula que un tercio había experimentado anteriormente una reacción alérgica grave al ajonjolí que requirió el uso de epinefrina como tratamiento.

## Epidemiología
Incidencia y prevalencia son términos utilizados habitualmente para describir la epidemiología de una enfermedad. La incidencia son los nuevos casos diagnosticados, que pueden expresarse como nuevos casos al año por millón de personas. La prevalencia es el número de casos vivos, expresable como casos existentes por millón de personas durante un periodo de tiempo. La prevalencia de la alergia al ajonjolí se sitúa en el rango del 0,1 %-0,2 % en EE. UU. y Europa occidental, y se ha confirmado que llega al 0,8 %-0,9 % en Oriente Medio y otros países donde las semillas de ajonjolí se utilizan en la alimentación tradicional. La notificación de alergia a las semillas de ajonjolí ha aumentado en las últimas décadas, ya sea un aumento real debido a la exposición a más alimentos o a un aumento de la concienciación. La prevalencia de alergia autodeclarada siempre es mayor que la alergia confirmada por desafío alimentario. Una revisión de una gran encuesta realizada en EE. UU. informó de un 0,49 % para la primera y un 0,23 % para la segunda.

## Regulación
Independientemente de que la prevalencia de la alergia alimentaria aumente o no, la concienciación sobre la alergia alimentaria ha aumentado, lo que repercute en la calidad de vida de los niños, sus padres y sus cuidadores inmediatos. En Estados Unidos, la Ley sobre el Etiquetado de Alérgenos Alimentarios y Protección al Consumidor (FALCPA) de 2004 hace que se recuerde a las personas los problemas de alergia cada vez que manipulan un envase de alimentos. Aunque no está regulada por la FALCPA, algunos restaurantes han añadido advertencias sobre alérgenos en los menús. The Culinary Institute of America, una de las principales escuelas de formación de chefs, ofrece cursos de cocina sin alérgenos y una cocina de enseñanza separada. Algunos sistemas escolares tienen protocolos sobre qué alimentos se pueden llevar a la escuela. A pesar de todas estas precauciones, las personas con alergias graves son conscientes de que puede producirse fácilmente una exposición accidental en casas ajenas, colegios o restaurantes.

### Regulación del etiquetado

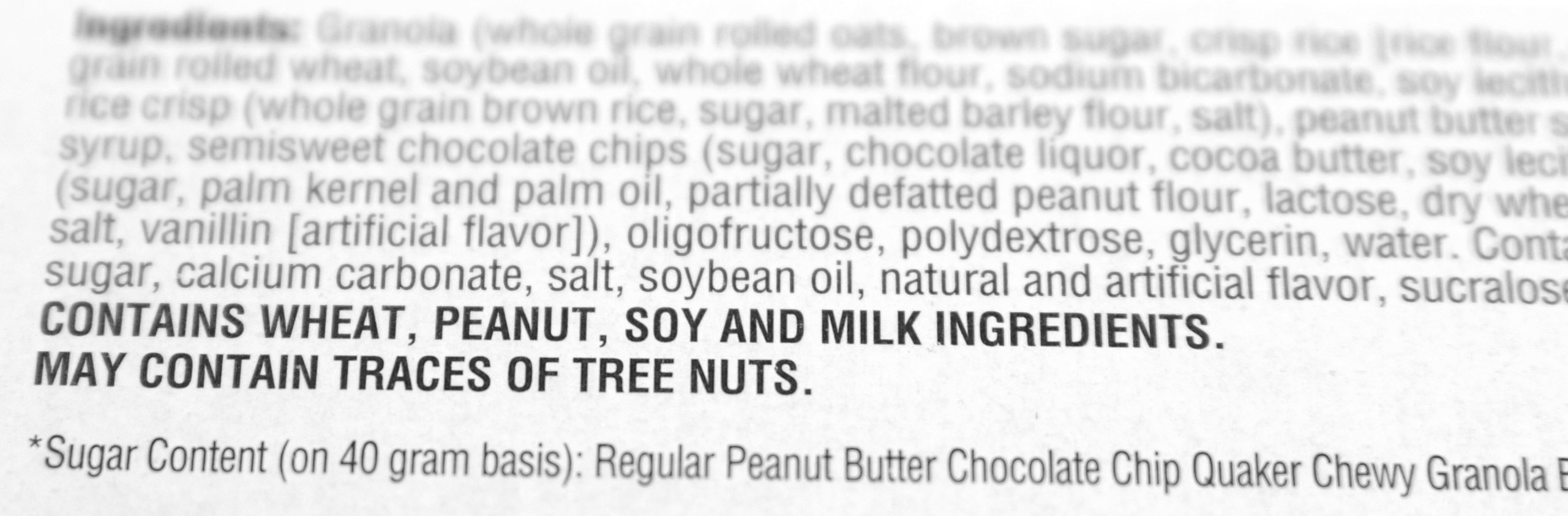
Un ejemplo de «PUEDE CONTENER TRAZAS DE...» (May contain traces of...) como medio de enumerar trazas de alérgenos en un producto alimenticio debido a la contaminación cruzada durante la fabricación.

En respuesta al riesgo que suponen determinados alimentos para las personas con alergias alimentarias, algunos países han promulgado leyes de etiquetado que exigen que los productos alimentarios informen claramente a los consumidores si sus productos contienen alérgenos importantes o si entre los ingredientes añadidos intencionadamente a los alimentos se encuentran subproductos de alérgenos importantes. Las leyes y normativas aprobadas en Estados Unidos y por la Unión Europea recomiendan el etiquetado, pero no obligan a declarar la presencia de trazas en el producto final como consecuencia de una contaminación cruzada no intencionada.

#### Ingredientes añadidos intencionadamente (Estados Unidos)
La FALCPA entró en vigor el 1 de enero de 2006, exigiendo a las empresas que venden alimentos en Estados Unidos que indiquen en las etiquetas si un producto alimenticio envasado contiene alguno de estos ocho principales alérgenos alimentarios, añadidos intencionadamente: leche de vaca, cacahuetes, huevos, marisco, pescado, frutos secos, soja y trigo. En noviembre de 2020, la Administración de Alimentos y Medicamentos de Estados Unidos publicó un borrador de directrices recomendando a los fabricantes de alimentos que añadieran a las etiquetas los alimentos que contienen ajonjolí, lo que convertiría al ajonjolí en el noveno requisito obligatorio de la etiqueta de alérgenos.
La «Ley FASTER», que estipula que el etiquetado del ajonjolí sea obligatorio, entró en vigor el 1 de enero de 2023, convirtiendo al ajonjolí en el noveno requisito de etiquetado de ingredientes alimentarios en Estados Unidos. Sin embargo, en respuesta a esta nueva ley, los proveedores nacionales de productos de panadería comenzaron a añadir ajonjolí a sus productos de panadería que anteriormente no contenían ajonjolí para no tener que tomar ninguna medida para evitar la contaminación cruzada. En respuesta a las protestas de los consumidores, restaurantes como Chick-Fil-A, Wendy's y Olive Garden culparon a sus proveedores del cambio de receta, declarando que «Chick-Fil-A se abastece de pan de múltiples proveedores. No hay proveedores nacionales de pan sin ajonjolí que puedan suministrar sistemáticamente los volúmenes de pan de Chick-Fil-A» y «Con este cambio en toda la industria, nuestros proveedores de pan no pueden evitar el contacto cruzado de ajonjolí debido a las líneas de producción compartidas y, por lo tanto, han reformulado para añadir una pequeña cantidad de harina de ajonjolí a nuestro bollo blanco y bollo brioche multicereales»; algunos proveedores de Wendy's «han optado por añadir harina de ajonjolí a nuestros panecillos premium y value, así como a nuestras tostadas francesas caseras»; y «tras la declaración de la FDA del ajonjolí como alérgeno principal, los proveedores de Olive Garden han añadido una cantidad mínima de harina de ajonjolí (menos del 2 %) a nuestros panecillos debido a la posibilidad de contaminación cruzada en la panadería», respectivamente.

#### Ingredientes añadidos intencionadamente (fuera de Estados Unidos)
Además de los ocho principales alérgenos alimentarios, Canadá añadió que las semillas de ajonjolí y todos los alimentos elaborados a partir de semillas de ajonjolí o con semillas de ajonjolí debían declararse en el etiquetado de los alimentos. En 2005, la Unión Europea exigió el etiquetado de los ocho principales alérgenos, además de los moluscos, el apio, la mostaza, el altramuz, el ajonjolí y los sulfitos. En Japón, la normativa distingue entre el etiquetado obligatorio y el recomendado. El ajonjolí figura en una lista de alimentos cuyo etiquetado se recomienda pero no se exige.